# فرودگاه شهری گلاسگو
فرودگاه شهری گلاسگو (به انگلیسی: Glasgow Municipal Airport) یک فرودگاه همگانی بهره‌برداری هوایی با کد یاتا GLW است که یک باند فرود آسفالت دارد و طول باند آن ۱۶۱۶ متر است. این فرودگاه در شهر گلسگوو، کنتاکی کشور ایالات متحده آمریکا قرار دارد و در ارتفاع ۲۱۸ متری از سطح دریا واقع شده‌است.